# Kamszkoje Usztyje-i járás

A Kamszkoje Usztyje-i járás Tatárföldön

A Kamszkoje Usztyje-i járás (oroszul Камско-Устьинский район, tatárul Кама Тамагы районы) Oroszország egyik járása Tatárföldön. Székhelye Kamszkoje Usztyje.

## Népesség
- 1989-ben 18 630 lakosa volt.
- 2002-ben 18 518 lakosa volt.
- 2010-ben 16 904 lakosa volt, melyből 9 143 tatár, 7 228 orosz, 154 csuvas, 101 mordvin, 41 ukrán, 13 mari, 12 baskír, 5 udmurt.